# Piotr Vigne
Piotr Vigne, właśc. fr. Pierre Vigne (ur. 20 sierpnia 1670 w Privas, zm. 8 lipca 1740 w Rencurel) – francuski lazarysta (CM), wędrowny kaznodzieja i krzewiciel kultu męki Pańskiej, założyciel Zgromadzenia Sióstr Najświętszego Sakramentu, błogosławiony Kościoła rzymskokatolickiego.
Urodził się w rodzinie kupieckiej. Mając 11 lat został zauważony przez proboszcza. W 1690 roku wstąpił do seminarium duchownego w Viviers, a w dniu 18 września 1694 roku otrzymał święcenia kapłańskie w Bourg-Saint-Andéol. Przez 6 lat pracował jako wikariusz w Saint-Agrčve.
W latach 1700–1707 był członkiem wspólnoty Księży Misjonarzy w Lyonie. Po opuszczeniu zgromadzenia został wędrownym kaznodzieją. W 1712 w Boucieu-le-Roi rozpoczął budowę kalwarii. 30 listopada 1715 założył zgromadzenie zakonne Sióstr Najświętszego Sakramentu (RSS), a 25 stycznia 1724 został przyjęty do wspólnoty Księży od Najświętszego Sakramentu.
W czasie ostatniej misji w Rencurel w Vercors ciężko zachorował i zmarł 8 lipca 1740 roku w opinii świętości. Jego ciało sprowadzono do Boucieu-le-Roi i pochowano w kaplicy kościoła.
Piotr Vigne został beatyfikowany przez papieża Jana Pawła II w dniu 3 października 2004 roku.